# Barfleur (ferry)
Pour la commune de la Manche, voir Barfleur.
Le Barfleur est un ferry appartenant à la compagnie bretonne Brittany Ferries, construit de 1991 à 1992 par les chantiers Kværner Masa-Yards à Helsinki. Mis en service en avril 1992 sur la liaison transmanche reliant Cherbourg à Poole, il naviguait initialement sous les couleurs de la filiale Truckline Ferries. Transféré au sein de Brittany Ferries en janvier 1999, il conserve depuis lors son affectation initiale sans discontinuité, mis à part de rares exceptions telles que l'année 2012 durant laquelle il a navigué sous affrètement conjoint par les compagnies LD Lines et DFDS Seaways entre Calais et Douvres sous le nom de Deal Seaways ainsi que de 2020 à 2022 en raison de la pandémie de Covid-19.

## Histoire

### Origines et construction
En 1989, la compagnie Brittany Ferries met en service son premier car-ferry d'envergure, le Bretagne, sur ses lignes reliant la France, l'Irlande, le Royaume-Uni et l'Espagne. Encouragée par l'immense succès de son nouveau fleuron, la direction envisage la construction d'autres unités de grandes dimensions pour ses liaisons transmanches. Le projet de l'armateur breton prévoit alors la mise en service de deux ferries jumeaux, l'un entre Caen et Portsmouth, l'autre entre Cherbourg et Poole qui naviguerait quant à lui sous les couleurs de la filiale Truckline Ferries. Ce dernier serait alors conçu à l'identique du futur Normandie mais comporterait toutefois moins de cabines afin d'accroître la capacité du garage. Dès 1990, Brittany Ferries se met à la recherche d'un chantier en vue de la construction des deux navires. Au terme de ce démarchage, un contrat est signé avec le constructeur finlandais Kværner Masa-Yards. En raison cependant de son plan de charge saturé, notamment par la construction de paquebots de croisière pour la compagnie Carnival, l'entreprise annonce qu'elle ne sera en mesure de construire qu'un seul des deux navires. Brittany Ferries prendra donc la décision de faire construire prioritairement le Normandie, entraînant ainsi la suspension provisoire du projet Truckline. Mais dans l'optique de disposer d'un navire supplémentaire à l'horizon 1992, trois cadres de Brittany Ferries, le chef architecte Michel Maraval, le directeur d'armement Christian Michielini et l'officier de marine marchande Claude Lenoir décident de reprendre le projet Truckline en revoyant les ambitions à la baisse pour la future unité. Les caractéristiques retenues pour celle-ci avoisinent dorénavant les 148 mètres de long, ce qui tranche avec le projet initial qui était plus proche d'un jumeau du Normandie. Le futur Truckline reprend toutefois quelques caractéristiques de ce dernier, notamment les accès simultanés aux garages inférieur et supérieur qui permettraient de considérablement réduire les opérations commerciales. Sa conception est avant tout orientée vers le transport de fret, ainsi, il est prévu qu'il soit équipé de deux cheminées latérales, ce qui permettra aux camions de manœuvrer plus facilement au sein du garage alors dépourvu d'obstacle. Sur le plan technique, le projet Truckline innove également avec une automatisation plus aboutie de ses instruments. Du côté des aménagements intérieurs, ceux-ci sont pensés pour offrir un confort équivalent à ceux du Bretagne malgré une surface plus restreinte. Maraval et Michielini étant à ce moment en étroite collaboration avec l'entreprise Kværner Masa-Yards dans le cadre de la construction du Normandie, ceux-ci en profitent pour négocier la construction de la coque du futur navire de Truckline aux chantiers d'Helsinki et les travaux de finition au sein d'un petit chantier norvégien. Mais au cours de discussions entre le constructeur finlandais et la direction de Brittany Ferries, celle-ci parvient à négocier la construction complète du navire à Helsinki.
La construction du futur Truckline commence en mars 1991 avec la pose des premiers éléments. Lancé le 26 juillet, le navire est baptisé Barfleur en référence à la commune du même nom située dans le département de la Manche. Au mois de décembre, alors que la construction est sur le point de s'achever, le navire réalise ses essais en mer, mais au cours de ceux-ci, il est constaté que la coque s'avère par moments instable en raison de ses dimensions restreintes. Pour ne rien arranger, les prévisions concernant l'augmentation du nombre de remorques transitant sur la liaison Cherbourg - Poole démontrent que le Barfleur pourrait être inadapté au trafic avant même sa mise en service. Face à ces problématiques, la direction de Brittany Ferries fait le choix de jumboïser le navire afin de gagner quelques mètres supplémentaires. Après avoir regagné la cale sèche le 22 décembre, le car-ferry est coupé en deux et se voit adjoindre un tronçon de neuf mètres de long entre les deux sections de sa coque. L'opération s'achève au début de l'année 1992 lorsque les trois morceaux du navire sont assemblés. À l'issue d'une nouvelle série d'essais en mer, le Barfleur est livré à Brittany Ferries le 26 mars 1992 et immédiatement frété à la filiale Truckline Ferries.

### Service
Le 27 mars 1992, lendemain de sa livraison, le Barfleur quitte Helsinki pour rejoindre la France. Arrivé à Cherbourg, son port d'attache, quelques jours plus tard, il est inauguré le 4 avril en présence de sa marraine, Francine Aguiton, épouse de Pierre Aguiton, président du conseil départemental de la Manche. Il appareille le jour même pour sa traversée inaugurale à destination de Poole. En prévision de son arrivée, des travaux ont dû être effectués afin d'adapter les infrastructures portuaires de Cherbourg et de Poole aux méthodes de chargement du navire. À l'issue de sa première année de service, le Barfleur aura transporté à son bord 400 000 passagers, 100 000 véhicules et 50 000 remorques.
Au cours de l'hiver 1997-1998, le navire est employé sur des traversées entre Poole et Santander en Espagne afin d'augmenter la capacité fret sur cet axe-là. Ces rotations ne seront cependant pas reconduites l'hiver suivant.
En janvier 1999, Brittany Ferries décide de mettre fin aux services de sa filiale Truckline Ferries. En conséquence, le Barfleur est transféré au sein de la flotte de la compagnie bretonne et se voit également repeint avec ses couleurs.
Durant le mois de septembre 2000, le navire est brièvement exploité sur les liaisons Roscoff - Cork et Plymouth - Santander en remplacement du ferry Val de Loire, immobilisé après avoir subi une avarie. Il ne naviguera sur ces axes qu'une semaine avant que le Bretagne prenne le relais jusqu'au retour du Val de Loire.
Au cours de la saison estivale 2005, le car-ferry effectue un aller-retour vers Portsmouth depuis Cherbourg en plus de sa principale affectation. Ces traversées supplémentaires n'attireront cependant qu'un faible nombre de passagers et ne seront pas reconduites l'année suivante. À cette même période, Brittany Ferries fait le constat que l'exploitation du navire est déficitaire. Maintenu jusqu'en 2010, le navire est finalement retiré du service au mois de février, le cargo Cotentin et le navire à grande vitesse Normandie Vitesse étant suffisants pour absorber le trafic entre Cherbourg et Poole. Désarmé à Caen, le Barfleur est alors mis en vente et proposé à l'affrètement mais aucun armateur ne se montre intéressé par le navire. En conséquence, Brittany Ferries prend la décision de réarmer le car-ferry à titre expérimental sur sa ligne habituelle. Ainsi, en prévision d'une mise en service pour l'année 2011, le Barfleur rejoint les chantiers ARNO de Dunkerque le 12 février afin de subir quelques modifications ayant pour objectif la réduction de ses coûts d'exploitation avec notamment la suppression du restaurant à la carte et du café, permettant de réduire les effectifs du personnel hôtelier. La capacité commerciale du navire se voit également ramenée à 450 passagers. À la suite de ces travaux, le car-ferry retrouve la ligne Cherbourg - Poole le 27 février avec une cadence toutefois réduite à une rotation quotidienne,. Mais malgré les moyens mis en œuvre pour rentabiliser le navire, celui-ci demeure un foyer de perte pour Brittany Ferries. Le 3 octobre, son exploitation est de nouveau interrompue.

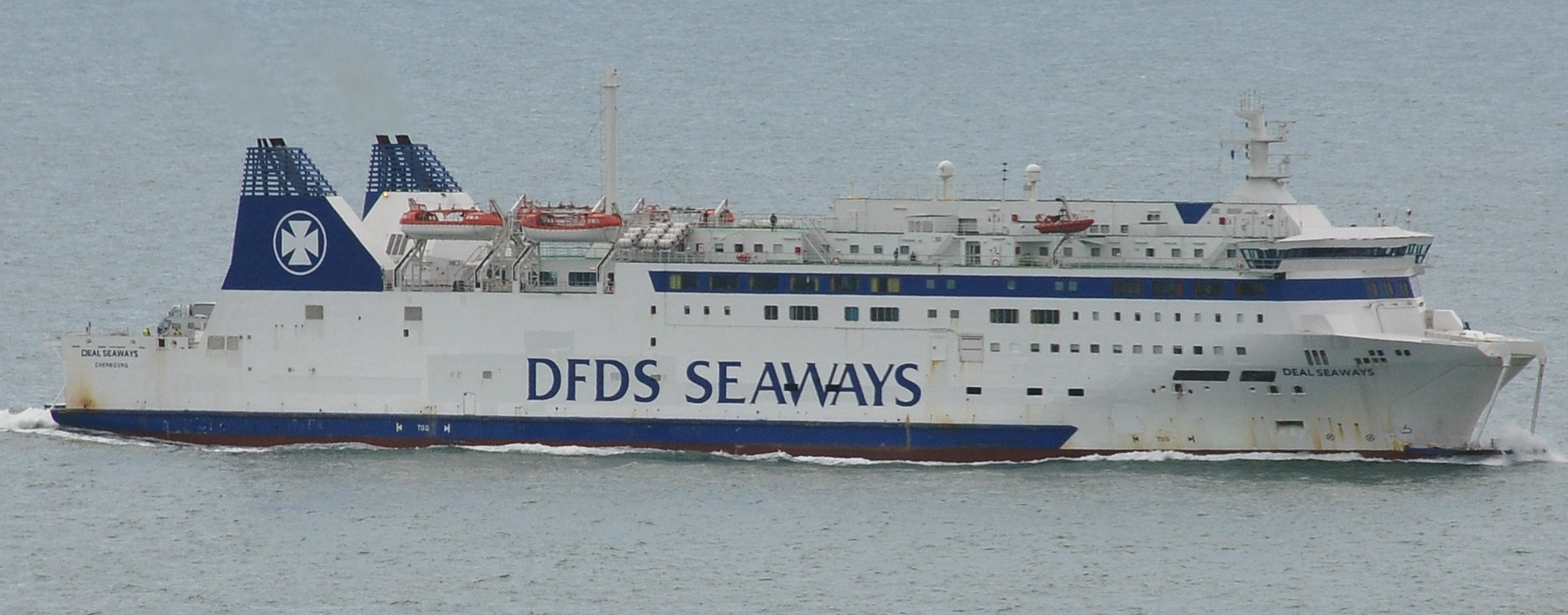
Le Deal Seaways durant l'affrètement sous les couleurs de DFDS Seaways.

Sans affectation, le navire est affrété à partir du mois de mars 2012 par la compagnie danoise DFDS Seaways dans l'optique d'être employé sur la liaison Calais - Douvres exploitée conjointement avec l'armateur français LD Lines. À cet effet, il effectue un nouveau passage au sein des chantiers ARNO à Dunkerque où il est mis aux couleurs de DFDS. Entre autres travaux, les accès au garage sont adaptés aux infrastructures des ports de Calais et Douvres avec l'installation de supports à l'avant et à l'arrière. À l'issue des travaux, le navire est rebaptisé Deal Seaways puis commence ses rotations entre Calais et Douvres le 27 avril. Si le service du Deal Seaways se déroule sans incident notable, il rencontrera cependant quelques problèmes d'exploitation en raison de sa configuration peu adaptée aux infrastructures portuaires de Calais, notamment durant les périodes de marée basse.
Au début de l'été 2012, Brittany Ferries annonce que l'affrètement du Deal Seaways ne sera pas reconduit. Le navire retourne ainsi au sein de la flotte de la compagnie le 6 novembre. Désarmé dans un premier temps à Dunkerque, il retourne une nouvelle fois aux chantiers ARNO le 23 novembre afin d'être remis aux standards de Brittany Ferries. Les supports de rampes sont démontés et le navire retrouve son nom d'origine. Il demeure par la suite immobilisé avant de regagner Cherbourg le 9 mars 2013 et d'être réarmé sur la ligne Cherbourg - Poole à compter du 18 mars. En raison du retrait du Normandie Vitesse, le retour du Barfleur sur sa ligne d'origine arrive à point nommé. Le navire assure tout d'abord le service en compagnie du Cotentin avant que Brittany Ferries ne décide de le retirer à son tour de la liaison.
En mars 2015, le Barfleur rejoint les chantiers Astander de Santander en Espagne afin d'effectuer son arrêt technique. Au cours de celui-ci, le navire se voit équipé de scrubbers, système de lavage des fumées destiné à réduire les émissions de soufre conformément aux nouvelles règles de la convention Marpol. Afin de permettre l'installation de ce dispositif, quelques modifications sont effectuées au niveau des cheminées qui sont agrandies pour recevoir la tuyauterie supplémentaire. Les travaux se poursuivent jusqu'en mai et le navire retourne en navigation le 15 de ce même mois,.
Entre novembre et décembre 2019, à l'occasion de son arrêt technique effectué une nouvelle fois aux chantiers Astander, le Barfleur est repeint aux nouvelles couleurs de Brittany Ferries avec l'ajout d'un nouveau logo sur ses flancs et sa cheminée. À l'issue de cet arrêt, le navire retrouve sa ligne habituelle. Cette reprise du service sera cependant de courte durée puisque le 18 mars 2020, les services de Brittany Ferries sont perturbés par les restrictions du trafic instaurées dans le contexte de la pandémie de Covid-19. Désarmé à Caen, le Barfleur demeurera immobilisé durant vingt-deux mois en raison des regains successifs de la pandémie faisant perdurer les incertitudes quant au rétablissement total du trafic. Devant l'amélioration de la situation sanitaire, le car-ferry reprend du service le 14 février 2022, tout d'abord en remplacement du ferry Normandie entre Caen et Portsmouth puis à partir du 4 avril sur son itinéraire habituel après plus de deux ans d'absence,.

## Aménagements
Le Barfleur compte huit ponts. Bien qu'absent au niveau du garage pour permettre le transport de remorques, le pont 4 est malgré tout comptabilisé. Les locaux des passagers occupent la totalité du pont 7 ainsi qu'une partie des ponts 8, 6 et 5 tandis que ceux de l'équipage occupent une partie des ponts 8, 6 et 5. Les garages se trouvent pour leur part sur la totalité du pont 3 ainsi qu'une partie des ponts 1, 5 et 6.

### Locaux communs
Les installations du Barfleur sont toutes situées sur le pont 7. Parmi elles se trouvent le bar-salon Les Alizés situé à l'arrière, un snack-bar situé à proximité et le self-service Turquoise à l'avant. Le navire est également équipé d'une boutique ainsi qu'une salle d'arcade. Le Barfleur était autrefois équipé d'un restaurant à la carte nommé Les Dunes ainsi que d'un café baptisé Arc-en-ciel situés dans la partie centrale. Ces deux installations ont toutefois été supprimées lors d'une refonte en 2011.

### Cabines
Le Barfleur dispose de 63 cabines privatives situées du côté bâbord des ponts 5 et 6 ainsi que sur le pont 8 au centre. 15 d'entre elles possèdent un hublot, 46 sont internes et deux sont adaptées pour l'accueil des personnes à mobilité réduite. Toutes sont équipées de quatre couchettes et pourvues de sanitaires. Le navire propose également 295 places en fauteuils répartis au sein de quatre salons situés à l'avant bâbord des ponts 5 et 6.

## Caractéristiques
Le Barfleur mesure 157,65 mètres de long pour 23,30 mètres de large, son tirant d'eau est de 5,40 mètres et sa jauge brute est de 20 133 UMS. Le navire peut transporter 1 212 passagers et possède un garage de 1 530 mètres linéaires de roll, soit une capacité de 590 véhicules et 75 remorques. Le garage est accessible au moyen de deux portes-rampes axiales à la proue et à la poupe ainsi que deux accès directs au garage supérieur également situés à l'avant et à l'arrière. Il possède quatre moteurs diesel Wärtsilä-Vasa 8R32D développant une capacité de 11 990 kW entraînant deux hélices à pas variable faisant filer le bâtiment à plus de 19,5 nœuds. Le Barfleur est aussi doté de deux propulseurs d'étrave et d'un stabilisateur anti-roulis à deux ailerons rétractables. Il est pourvu de quatre embarcations de sauvetages fermées de grande taille, complétées par deux embarcations semi-rigide ainsi que de nombreux radeaux de sauvetage. Depuis 2015, le navire est équipé de scrubbers, dispositif d'épuration des fumées visant à réduire ses émissions de soufre.

## Lignes desservies
Depuis sa mise en service, le Barfleur assure toute l'année la liaison transmanche entre la France et le Royaume-Uni sur la ligne Cherbourg - Poole en traversée de jour. Le navire a exceptionnellement navigué entre Cherbourg et Portsmouth en 2005 et a également été employé sur d'autres lignes de Brittany Ferries telles que Caen - Portsmouth ou Poole - Santander en remplacement des navires y étant habituellement affectés. Il a aussi effectué durant l'année 2012 la liaison Calais - Douvres sous affrètement par la compagnie DFDS Seaways.